# غوردون باركر (لاعب كرة قدم)
غوردون باركر (بالإنجليزية: Gordon Barker)‏ هو لاعب كرة قدم بريطاني، ولد في 6 يوليو 1931، وتوفي في 10 فبراير 2006. شارك مع منتخب إنجلترا للكريكت. أما مع النوادي، فقد لعب مع نادي ساوثيند يونايتد.